# Lucas Hägg-Johansson
Lucas Hägg-Johansson, né le 11 juillet 1994 en Suède, est un footballeur suédois qui évolue au poste de gardien de but à l'IF Elfsborg.

## Biographie

### Débuts en club
Passé par le FC Rosengård, Lucas Hägg-Johansson poursuit sa formation au Kalmar FF, qu'il rejoint en 2012. En 2014, il est prêté à l'Oskarshamns AIK (en), en troisième division suédoise. En janvier 2015, le prêt est renouvelé pour une saison.

### Kalmar FF
De retour dans son club formateur, Hägg-Johansson fait ses débuts en équipe première le 20 février 2016, contre l'IFK Värnamo, en Svenska Cupen. Ce jour-là il, entre en jeu à la suite de l'expulsion du gardien titulaire, et son équipe s'impose sur le score de deux buts à un. Il réalise sa première apparition en Allsvenskan le 14 août 2016, contre le Malmö FF. Il est titulaire ce jour-là, et les deux équipes se neutralisent (1-1). Lors de la saison 2017 Hägg-Johansson s'impose ensuite comme titulaire dans les cages du Kalmar FF.

### Vejle BK
Le 12 janvier 2022, Lucas Hägg-Johansson rejoint le club danois de Vejle BK. Il s'engage librement pour un contrat d'un an et demi,.
Il ne part pas comme titulaire, ses entraîneurs, Peter Sørensen (footballer) (en), puis Ivan Prelec (en) lui préférant Alexander Brunst (en) pour garder les buts. Hägg-Johansson participe finalement à son premier match pour Vejle le 21 mai 2022, lors de la toute dernière journée de la saison, contre l'Odense BK. Titularisé ce jour-là, il voit son équipe s'imposer par deux buts à un. Il ne peut toutefois pas empêcher son équipe d'être relégué en deuxième division à l'issue de cette saison 2021-2022.

### IF Brommapojkarna
Lors de l'été 2023, Lucas Hägg-Johansson retourne en Suède afin de s'engager en faveur de l'IF Brommapojkarna, tout juste promu en première division. Le transfert est annoncé le 26 juin 2023.